# Gioakim Lương Hoàng Kim
Gioakim Lương Hoàng Kim (1927-1985) là một linh mục, dịch giả và nhạc sĩ công giáo người Việt. Ông được đánh giá là một nhạc sĩ và dịch giả Công giáo giữ vai trò quan trọng trong dòng nhạc Bình ca và công tác dịch thuật các tác phẩm kinh thánh tại Việt Nam.

## Sự nghiệp
Lương Hoàng Kim tên thật là Lương Văn Chiu, ông sinh ngày 12 tháng 9 năm 1927 tại Đồng Quan, xã Vũ An, huyện Kiến Xương, tỉnh Thái Bình, thuộc giáo xứ Đồng Quan, giáo hạt Kiến Xương, giáo phận Thái Bình. Ông có Tên thánh là Gioakim (Joachim) và thường sử dụng bút danh là Hoàng Kim hoặc HK cho những sáng tác âm nhạc của mình.
Năm 1937, cậu học sinh Chiu theo học tại Tiểu chủng viện Mỹ Đức (nay là Chủng viện Thánh Tâm Chúa Giêsu (Thái Bình)). Từ năm 1944 đến năm 1952, chủng sinh Lương Văn Chiu lên học tại Đại chủng viện Alberto, huyện Khoái Đồng, tỉnh Nam Định.
Năm 1953, thầy Phó tế Lương Hoàng Kim được thụ phong linh mục tại Nhà thờ chính tòa Thái Bình. Trong khoảng thời gian từ 1953 đến năm 1962, linh mục Hoàng Kim du học tại Ý rồi sang Pháp học về Thánh nhạc và Phụng vụ. Ông tốt nghiệp Cử nhân hòa âm tại Viện Âm nhạc Paris năm 1962.
Năm 1964, linh mục về Việt Nam và được giao mục vụ tại Tổng Giáo phận Sài Gòn, coi sóc các giáo xứ Vườn Xoài, Mạctynho, Nghĩa Hòa và Vinh Sơn 6. Năm 1967, nhạc sư Hoàng Kim thành lập một dàn nhạc hòa tấu, đồng thời làm giám đốc, giáo sư trường âm nhạc J.S. BACH- Sài Gòn (số 45 Nguyễn Thông, Sài Gòn) hợp tác với nhạc sĩ Tiến Dũng. Năm 1972, linh mục Hoàng Kim tham gia vào Nhóm Phiên dịch Các giờ kinh Phụng vụ.

Tro cốt Linh mục Gioakim Lương Hoàng Kim hiện được giữ tại Nhà thờ Vinh Sơn - Nghĩa Hòa (Vinh Sơn 6), Quận Tân Bình, Thành phố Hồ Chí Minh

Linh mục Lương Hoàng Kim qua đời ngày 15 tháng 4 năm 1985 tại giáo xứ Vinh Sơn 6, Thành phố Hồ Chí Minh vì bệnh ung thư. Ban đầu, linh mục nhạc sĩ được chôn cất tại Nghĩa trang Lazarô, Bình Hưng Hòa. Đến năm 2011, di hài của ông được đưa về lưu giữ tại nhà hài cốt của Giáo xứ Vinh Sơn 6, nơi linh mục từng là Chánh xứ tiên khởi và sống trong những năm cuối đời.

## Sáng tác nhạc
Theo nhạc sư Hải Linh: Linh mục Hoàng Kim là một nhạc sĩ sáng tác bình ca số "1" của Việt Nam. Cả một nguồn sáng tác phong phú là một kho tàng Thánh nhạc đáng trân quý để lại cho hậu thế. Chỉ cần một bài "Thiếu nữ Sion" thì cha Hoàng Kim đã đáng mặt một "Đại nhạc sĩ"

Từ những năm 1960, Hoàng Kim đã là một tác giả quen thuộc trong làng nhạc Công giáo Việt Nam. Ông được đánh giá là một trong 4 nhạc sĩ (Nguyễn Văn Hòa, Tiến Dũng, Kim Long) sáng tác nhạc Công giáo thể loại bình ca hay và đúng theo "Hiến chế phụng vụ". Ông góp phần làm phát triển lịch sử Thánh nhạc Công giáo Việt Nam trong thời kỳ "Thánh ca tuổi trưởng thành và phát triển (1955-1975). Tổng Giám mục Ngô Quang Kiệt đã nhận xét về ông:
| “ | Những sáng tác của Lương Hoàng Kim, người ta thấy hồn thơ nhạc của ông là hồn dân tộc. | ” |

Các nhạc sĩ Công giáo và linh mục cùng thời đều đánh giá ông là một người đầy tâm huyết với dân tộc, như lời nhận xét của Linh mục Anrê Đỗ Xuân Quê, nguyên Trưởng ban Thánh nhạc giáo phận Sài Gòn:
| “ | Các tác phẩm của Hoàng Kim đều lồng vào đó giai điệu và màu sắc mang âm hưởng dân ca, dân tộc Việt Nam khiến ai nghe cũng cảm thấy gần gũi. | ” |

### Sáng tác
Các tuyển tập:
- Họp mừng Vượt qua (xuất bản năm 1970)
- Thánh vịnh huyền ca 1 (xuất bản năm 1972)
- Thánh vịnh huyền ca 2 (xuất bản năm 1972)
- Thánh vịnh huyền ca 3 (xuất bản năm 2010).

Ca khúc nổi tiếng:
- Bài ca mới
- Ca tâm niệm
- Chúa hiển trị
- Chúa là nơi con nương tựa
- Chúa Trời
- Con hãy nhớ rằng
- Đến mà ăn
- Điều răn mới
- Đức Kitô
- Lạy Chúa xin hãy sai
- Magnificat
- Này Đức Chúa
- Này người ngủ mê
- Ngài gánh lấy
- Nguồn trợ lực
- Nơi con nương tựa
- Ở đâu có Bác ái
- Thần ca
- Thập giá ngất cao
- Tiến dâng Cha
- Trời gieo sương xuống
- Vang lên muôn lời ca
- Vinh quang của Ta
- Vua Bình Yên
- Xin sai Thánh linh
- Thiếu nữ Sion[8]

Ngoài ra, ông cũng đặt lời Việt cho bài "Stille Nacht" ("Đêm thánh vô cùng") với nhan đề khác là "Đêm huy hoàng".

## Dịch giả Công giáo
Linh mục Hoàng Kim đã có những đóng góp rất quan trọng khi cùng các thành viên trong Nhóm phiên dịch Các giờ kinh phụng vụ thực hiện chuyển ngữ sang tiếng Việt các bộ Kinh Thánh Trong suốt 13 năm là thành viên của nhóm các dịch giả Kinh thánh này, dịch giả Lương Hoàng Kim là đồng tác giả của các ấn bản kinh thánh được tái bản rất nhiều lần dưới nhiều hình thức khác nhau. Ngoài những ấn phẩm dưới dạng sách in, còn hàng ngàn ấn bản dưới dạng sách quay ronéo hay các dạng ấn phẩm in khác hiện vẫn đang được sử dụng rộng rãi và chính thức trong Giáo hội Công giáo tại Việt Nam và lưu truyền trên internet.
Linh mục Pascal Nguyễn Ngọc Tỉnh OFM, nguyên Trưởng Điều hành Nhóm phiên dịch Các giờ kinh phụng vụ nhận xét:
| “ | Do Lương Hoàng Kim tốt nghiệp Phụng Vụ tại Đại học Công giáo Paris nên trong toàn bộ công trình của Nhóm Các giờ kinh phụng vụ, anh Hoàng Kim đã có những đóng góp quan trọng về mặt ngôn ngữ văn chương. Bộ lễ truyền thống dân tộc, Tết Nguyên Đán và Tết Trung Thu, cũng như bộ lễ kính các Thánh Tử Đạo Việt Nam sáng tác vào cuối thập niên 70 thì hơn 10 năm sau, Ủy ban Phụng Tự trực thuộc Hội đồng Giám mục Việt Nam lấy lại, bổ sung và đưa vào Sách Lễ Rô-ma cũng như vào sách Các Giờ Kinh Phụng Vụ như chúng ta có thể thấy hiện nay. Trong công trình này, với tư cách là chuyên viên phụng vụ, anh Hoàng Kim đã có những đóng góp đáng kể. | ” |

### Tác phẩm
- Sách Kinh Thánh ấn bản 2011, 2800 trang. Nhà xuất bản: Tôn Giáo, 2011
- Kinh Thánh Cựu Ước, Ngũ Thư (bản dịch để học hỏi), 590 trang. Nhà xuất bản: Tôn Giáo, 2010
- Kinh Thánh Tân Ước (bản dịch có hiệu đính), 1020 trang. Nhà xuất bản: Tôn Giáo, 2008
- Lời Chúa trong Thánh lễ, Trang: 1288. Nhà xuất bản: Tôn Giáo, 2010
- Kinh Sáng và Kinh Chiều, Trang: 1220 Nhà xuất bản: Tôn Giáo, 2010
- Kinh Thánh. Lời Chúa cho mọi người (khổ nhỏ),Trang: 2204. Nhà xuất bản: Tôn Giáo, 2012
- Sách bài đọc trong Thánh Lễ, quyển 1, trang: 768. Nhà xuất bản: Tôn Giáo, 2012
- Sách bài đọc trong Thánh Lễ, quyển 2, Trang: 860. Nhà xuất bản: Tôn Giáo, 2012
- Sách bài đọc trong Thánh Lễ, quyển 3, Trang: 680. Nhà xuất bản: Tôn Giáo, 2012
- Các bài đọc Giờ Kinh Sách trọn bộ (2 quyển),Trang: 2600. Nhà xuất bản: Tôn Giáo, 2008